# Lar

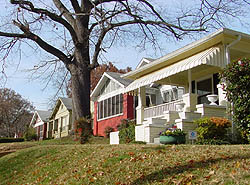

Lar (s.m.) é uma forma especial de se definir a casa ou os assuntos relacionados a ela, como a convivência com a família e os vizinhos. "Lar" pode ter uma conotação sentimental ou carinhosa. Existe uma expressão popular que diz: "lar, doce lar".
Segundo o Dicionário Michaelis, o termo vem do lugar da casa onde se acende a lareira; o fogo; o fogão, mas ganhou uma conotação sentimental sobre a habitação de uma pessoa ou família, o torrão natal, pátria, a família ou sua casa.
Na mitologia romana e etrusca, "lar" (lares, pl.) dá nome aos deuses familiares e protetores do lar domésticos.  

### Origem
Ela vem do nome dado aos deuses romanos protetores de um domicílio, os LARES, que se relacionavam ao local onde era aceso o fogo para cozinhar e aquecer, um conceito que hoje não temos mais.  
A palavra “lar” em nosso idioma ainda se usa para “local onde se acende o fogo numa casa”, mas sendo substituída por “lareira”.